# Cary Challenger 2023
Il Cary Challenger 2023, noto come Atlantic Tire Championships per motivi di sponsorizzazione, è stato un torneo maschile di tennis professionistico giocato sul cemento. È stata la 10ª edizione del torneo, facente parte della categoria Challenger 75 nell'ambito dell'ATP Challenger Tour 2023. Si è giocato al Cary Tennis Park di Cary, negli Stati Uniti, dal 7 al 13 agosto 2023.

## Partecipanti

### Teste di serie
| Nazionalità | Giocatore                 | Ranking* | Testa di serie |
| ----------- | ------------------------- | -------- | -------------- |
|             | Aleksandr Ševčenko        | 93       | 1              |
| Australia   | Rinky Hijikata            | 110      | 2              |
| Regno Unito | Liam Broady               | 125      | 3              |
| Stati Uniti | Nicolas Moreno de Alboran | 137      | 4              |
| Francia     | Arthur Cazaux             | 138      | 5              |
| Paesi Bassi | Gijs Brouwer              | 144      | 6              |
| Ecuador     | Emilio Gómez              | 155      | 7              |
| Svizzera    | Leandro Riedi             | 159      | 8              |

* Ranking al 31 luglio 2023.

### Altri partecipanti
I seguenti giocatori hanno ricevuto una wild card per il tabellone principale:
- Rinky Hijikata
- Patrick Kypson
- Ethan Quinn

I seguenti giocatori sono entrati in tabellone come alternate:
- Bjorn Fratangelo
- Ryan Peniston

I seguenti giocatori sono passati dalle qualificazioni:
- Stefan Dostanic
- Blake Ellis
- Billy Harris
- Karl Poling
- Keegan Smith
- Quinn Vandecasteele

Il seguente giocatore è entrato in tabellone come lucky loser:
- Yuki Mochizuki

## Punti e montepremi
| Torneo    | Torneo              | V      | F     | SF    | QF    | 2T    | 1T  | Q | Q2  | Q1  |
| Singolare | Punti               | 75     | 50    | 30    | 16    | 7     | 0   | 4 | 2   | 0   |
| Singolare | Premi in denaro ($) | 10,840 | 6,355 | 3,780 | 2,200 | 1,300 | 780 | – | 390 | 200 |
| Doppio    | Punti               | 75     | 50    | 30    | 16    | –     | 0   | – | –   | –   |
| Doppio    | Premi in denaro ($) | 4,645  | 2,700 | 1,630 | 965   | –     | 545 | – | –   | –   |

## Campioni

### Singolare
Adam Walton ha sconfitto in finale  Nicolas Moreno de Alboran con il punteggio di 6–4, 3–6, 7–5.

### Doppio
Evan King /  Reese Stalder hanno sconfitto in finale  Miķelis Lībietis /  Adam Walton con il punteggio di 6–3, 7–6(4).